# Cuatro noches de un soñador
Cuatro noches de un soñador (en francés: Quatre nuits d'un rêveur) es una película dramática francesa de 1971 dirigida por Robert Bresson y protagonizada por Guillaume des Forêts y Isabelle Weingarten. La película participó en el 21.º Festival Internacional de Cine de Berlín. La película está basada libremente en la novela corta Noches blancas de Fiódor Dostoyevski de 1848.

## Sinopsis
La película comienza en París con Jacques, un joven no identificado, que intenta hacer autostop. Viaja al campo con su familia y pasa el día caminando solo. Silba y da volteretas. La escena vuelve al tráfico nocturno en la ciudad y aparecen los créditos iniciales. La siguiente escena es la de Marthe, parada en el Pont Neuf, al borde del suicidio. Jacques pasa y la detiene. Él la insta a regresar a la calle, indicando un coche de policía detenido cerca. Se sientan junto al puente y charlan sobre sus vidas. La escena pasa a flashbacks.
Marthe es una joven que vive con su madre en un piso. Para llegar a fin de mes, su madre alquila una habitación libre a huéspedes varones, el más reciente de los cuales es un estudiante de posgrado. En una escena del flashback, Marthe está desnuda frente a su espejo, escudriñando o admirando su cuerpo. Mientras hace esto, escucha al huésped tocar su pared. Ella lo ignora en ese momento, pero finalmente Marthe y el huésped se convierten en amantes, sin que su madre lo sepa. Lamentablemente, inmediatamente después de que comienza su aventura, el huésped tiene que mudarse a los Estados Unidos para estudiar en una universidad estadounidense durante un año. Los amantes prometen ser fieles el uno al otro y reunirse a finales de año. Actualmente, Marthe se entera de que su amante regresó a París hace varios días y no ha intentado contactar con ella, lo que la lleva a la desesperación y a un intento de suicidio.
La historia de Jacques también se cuenta en flashbacks en este momento. Es un joven artista que vive solo en un pequeño apartamento desolado que también sirve como estudio. En la actualidad, Jacques consuela a Marthe y le aconseja que escriba a su amante. Marthe dice que lo hará, pero pregunta si Jacques podría llevar la carta a los amigos de su amante y regresar con su respuesta la noche siguiente. Cuando Jacques se pregunta cómo se pudo conseguir la carta tan rápido, Marthe saca su carta, con la dirección y lista, del bolsillo.
Durante las escenas diurnas de la película, Jacques trabaja en sus cuadros. Parte de su proceso artístico consiste en grabarse a sí mismo en una grabadora contando la historia de su encuentro con Marthe y su amor por ella. También se graba repitiendo el nombre de Marthe. Mientras pinta, reproduce sus grabaciones. También escucha las grabaciones mientras entrega los mensajes de Marthe y, en una escena, mientras viaja en un autobús, asustando a dos mujeres de mediana edad.
Los lienzos de Jacques son grandes, alrededor de 6 pies por 4 pies. Pinta con ellos en el suelo, agachándose sobre ellos. Utiliza trazos amplios y colores primarios. Jacques actúa como mensajero entre Marthe y su amante. El amante nunca responde a Marthe y ella queda devastada. Pero a la cuarta noche, le confiesa su amor a Jacques, quien también la ama a ella. Se besan y él le compra un pañuelo rojo.
Marthe y Jacques caminan cogidos del brazo por la calle cuando se topan con el antiguo amante de Marthe. Marthe corre hacia su amante y lo besa. Luego corre hacia Jacques y lo besa. Finalmente, regresa con su antiguo amante y se marchan juntos, dejando a Jacques solo. Jacques regresa a su piso y pinta, escuchando sus grabaciones.

## Reparto
- Isabelle Weingarten como Marthe;
- Guillaume des Forêts como Jacques;
- Maurice Monnoyer como el amante;
- Lidia Biondi como la madre de Marthe;
- Patrick Jouanné como el gánster;
- Jérôme Massart como el amigo de Jacques.